# Андреев, Эдуард Фёдорович
Эдуард Фёдорович Андре́ев (31 января 1938 — 5 июля 2020) — заслуженный архитектор РСФСР (1980), главный архитектор Петрозаводска (1970—1990).

## Биография
Родился в Петрозаводске. После окончания семилетней школы № 9, учился на архитектурном отделении Петрозаводского архитектурно-строительного техникума. Окончил техникум с отличием и поступил в 1957 году в Московский архитектурный институт. После окончания в 1963 году института работал в главным архитектором Ивановского архитектурно-проектного института (Ивановогражданпроект). В 1960 году награждён серебряной медалью ВДНХ. Член Союза архитекторов СССР с 1965 года.
В 1966—1970 годах работал в проектном институте «Карелгражданпроект» в Петрозаводске.
В 1970—1990 годах — главный архитектор Петрозаводска.
Лауреат государственной премии Карельской АССР в 1973 году за создание проекта мемориального комплекса «Братская могила и могила Неизвестного Солдата с Вечным Огнём Славы».
Умер после продолжительной болезни. Похоронен на Сулажгорском кладбище Петрозаводска.

## Семья
Отец — Фёдор Гаврилович Андреев, уроженец д. Ревсельга, участник Советско-финской войны погиб в 1939 году.
Мать — Екатерина Петровна (дев. Цветаева), уроженка д. Святозеро.
Супруга — Альбина Николаевна (дев. Нужина).
Дочь — Элла (род. 1966).

## Основные проекты Э. Ф. Андреева

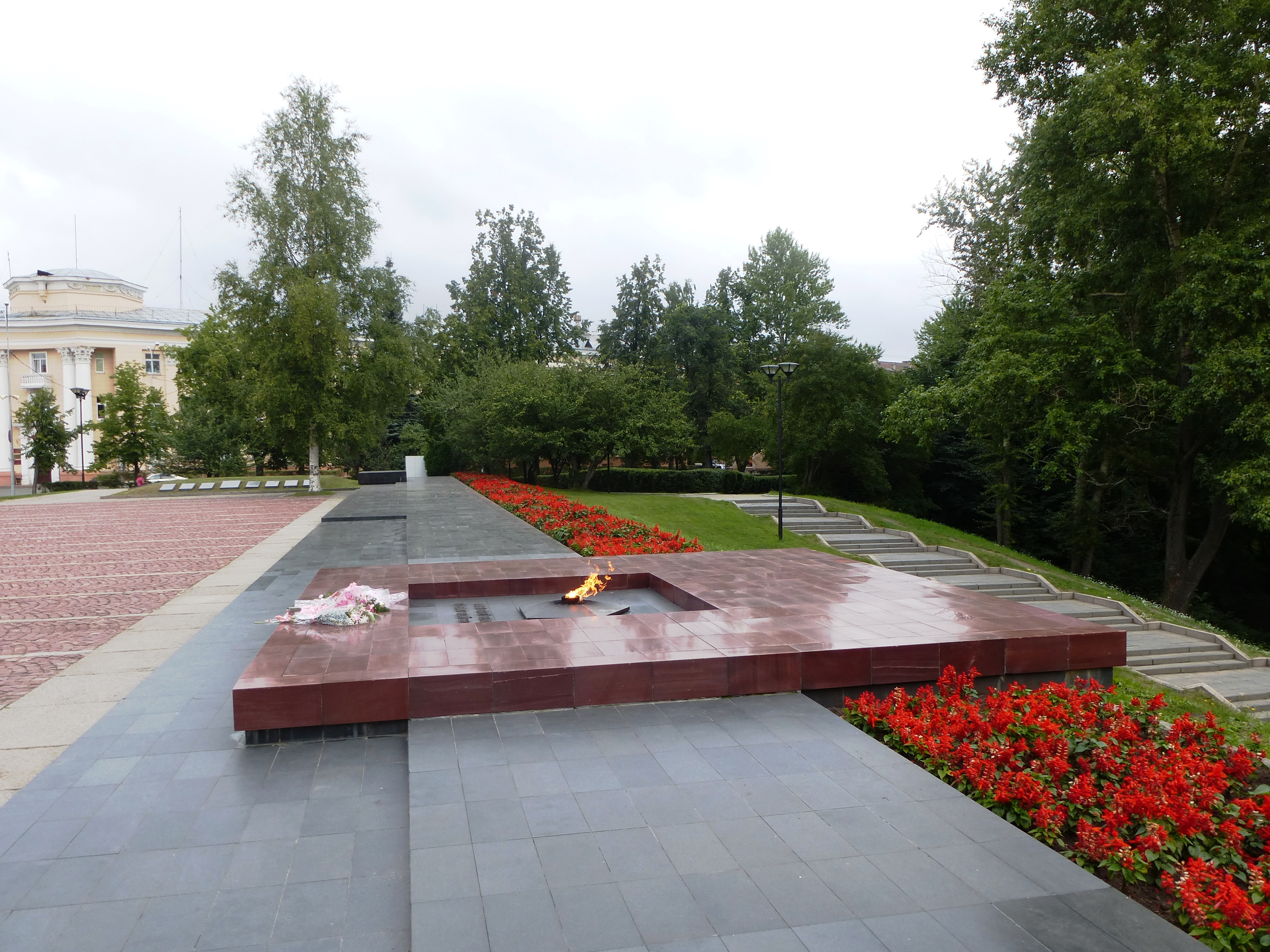
Мемориал «Могила Неизвестного Солдата»
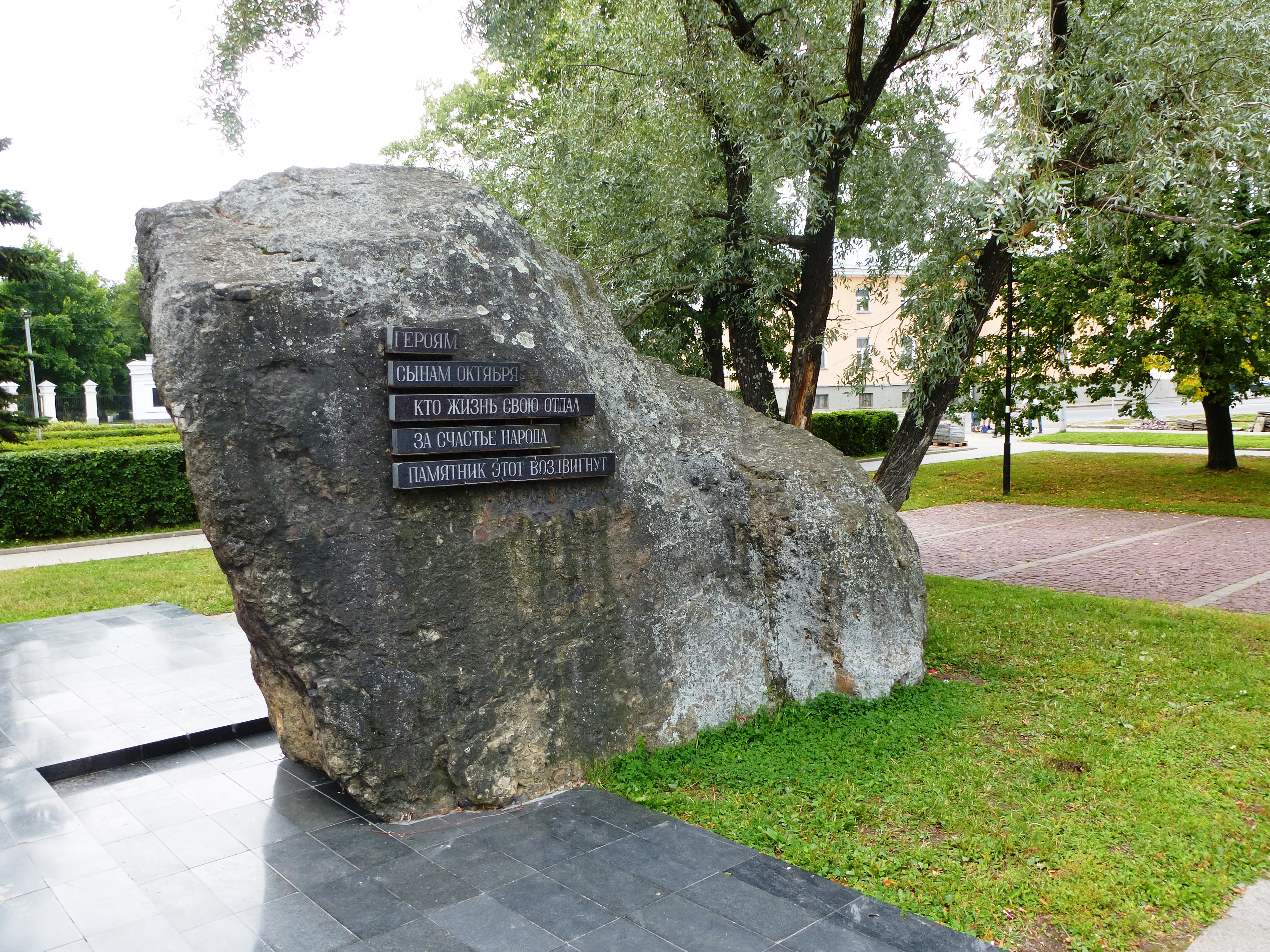
Фрагмент мемориала. Памятный камень
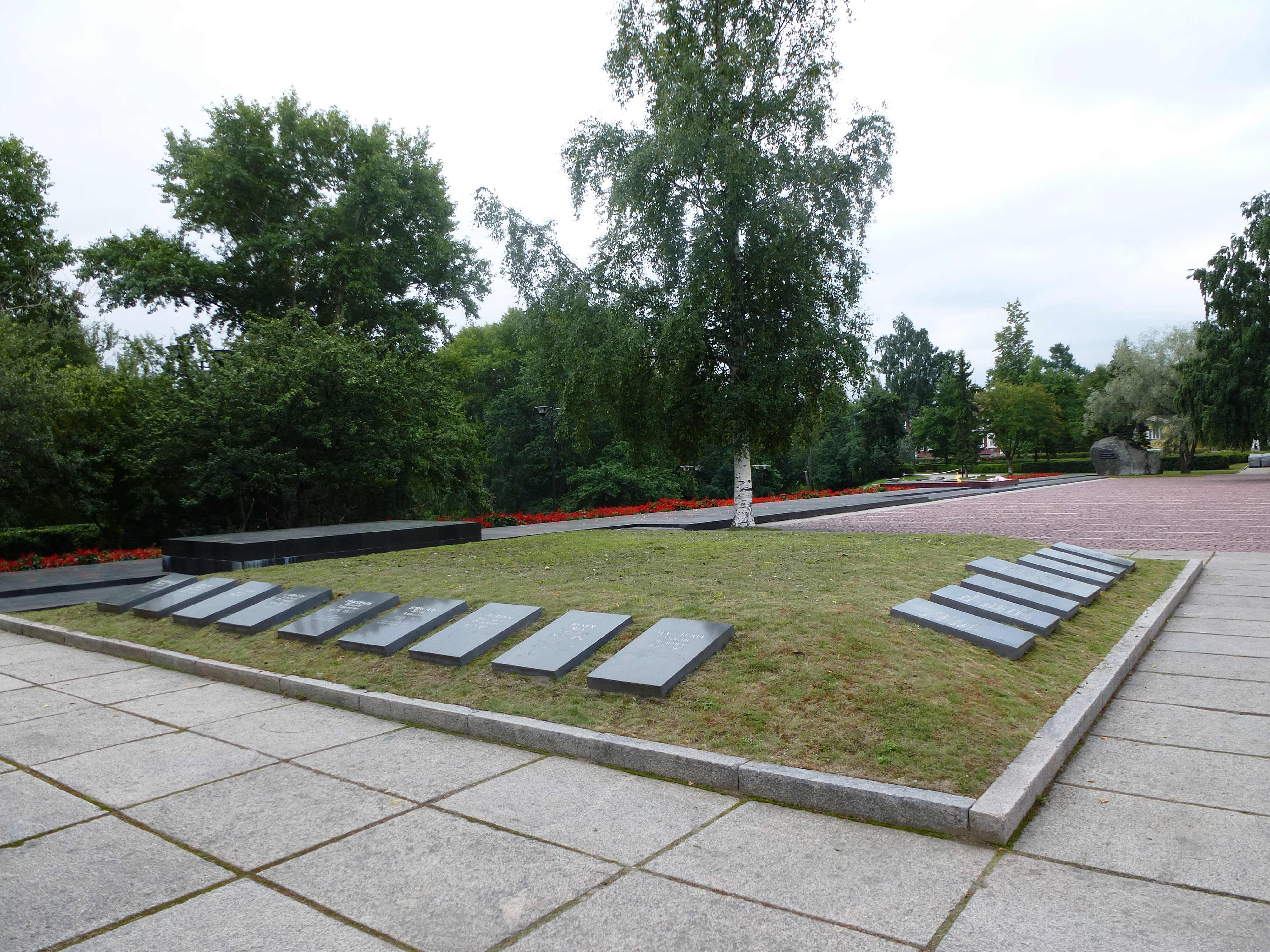
Фрагмент мемориала. Братская могила
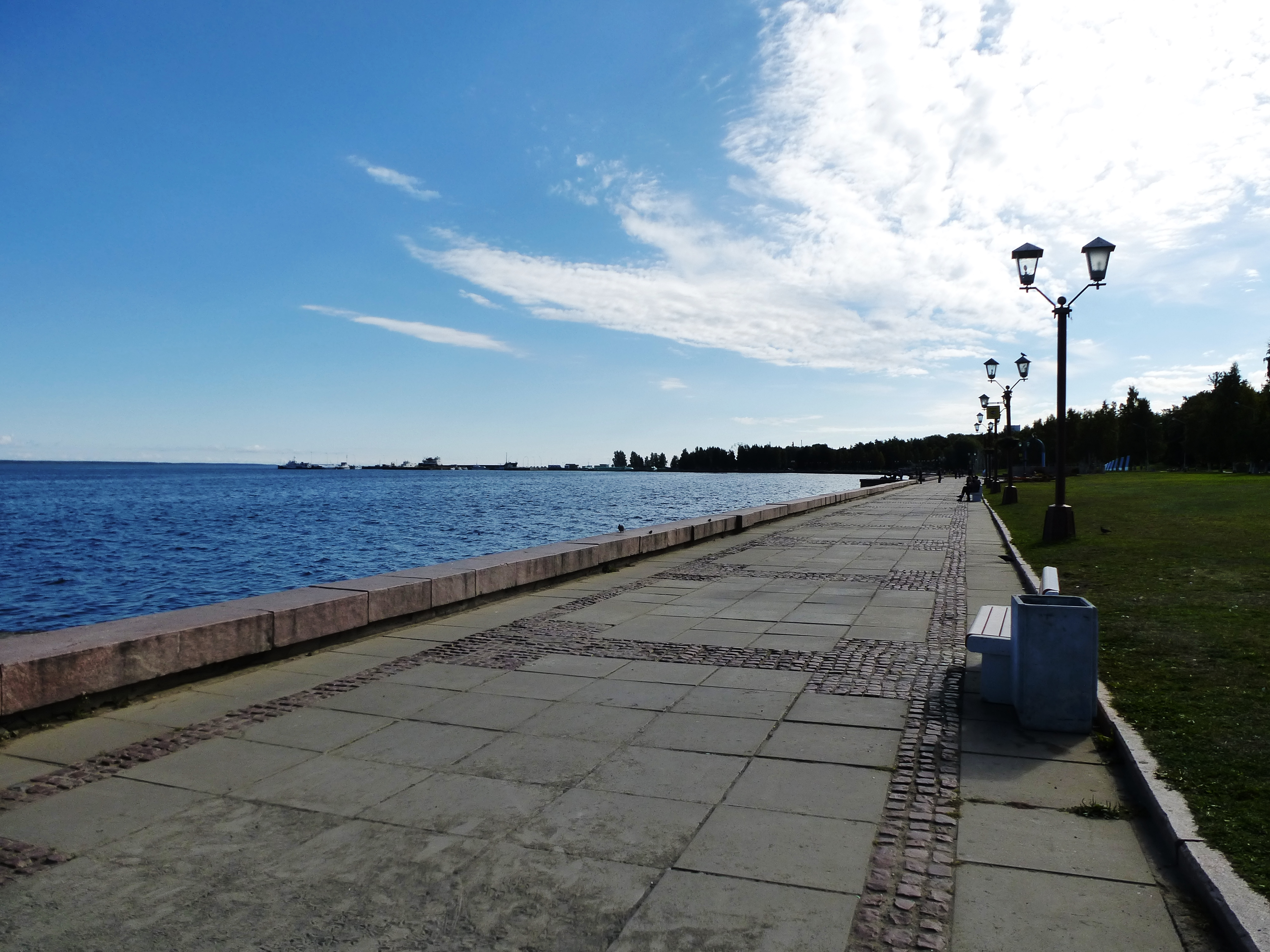
Петрозаводская городская набережная
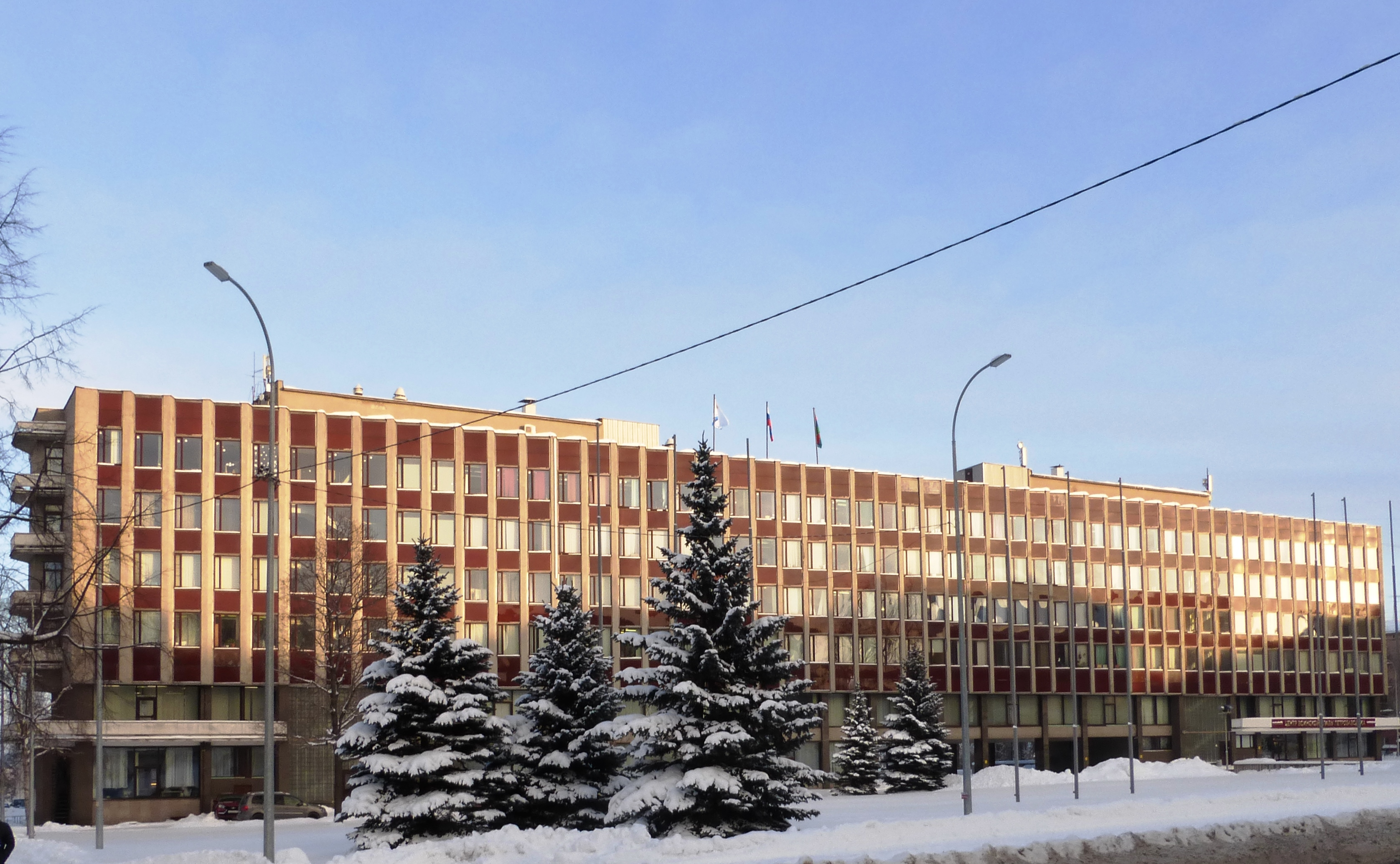
Здание Петрозаводского городского совета

## Сочинения
- Воспоминания о жизни и творчестве / Эдуард Андреев. — Петрозаводск, 2022. — 152, [2] с.: ил., портр. ISBN 978-5-904704-96-43